# Kostel svatého Havla (Chocnějovice)
Římskokatolický hřbitovní, filiální kostel svatého Havla v Chocnějovicích je raně gotická sakrální stavba na hřbitově za vsí. Od roku 1967 je kostel chráněn jako kulturní památka.

## Historie

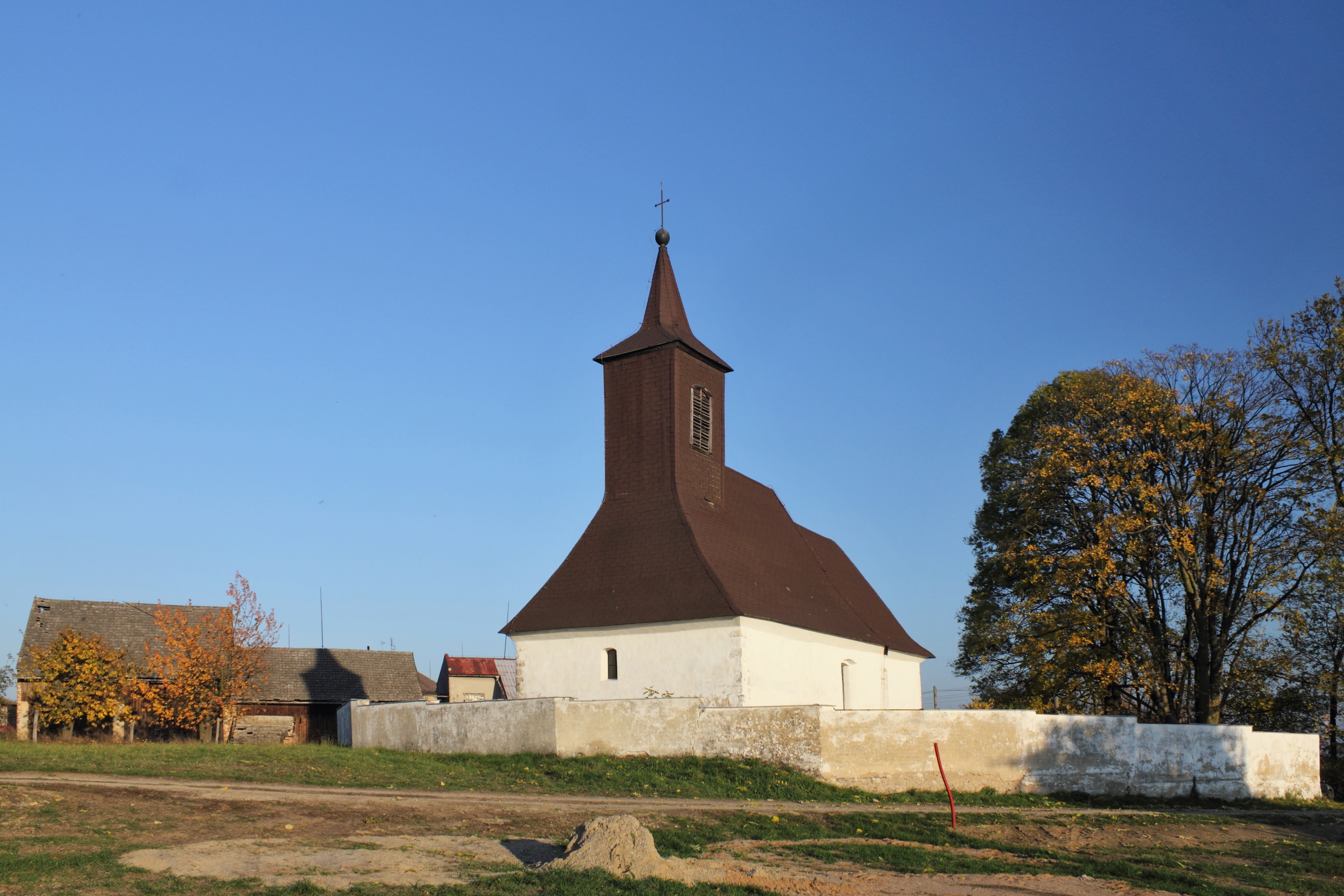
Kostel sv. Havla v Chocnějovicích v pohledu od závěru

Kostel pochází z konce 13. století. Do 15. století byl farním kostelem. V 18. století byl zbarokizován.
Duchovní správci kostela jsou uvedeni na stránce: Římskokatolická farnost Loukovec.

## Architektura
Jedná se o jednolodní stavbu krytou strmou valbovou střechou s pravoúhlým presbytářem a hranolovou bedněnou věží krytou zalomenou stanovou stříškou nad západním průčelím. V lodi i presbytáři je plochý dřevěný strop. Presbytář je od lodi oddělen nezdobeným vítězným obloukem.

## Zařízení
Hlavní oltář je raně barokní z roku 1686. Jedná se o portálový, sloupový oltář s boltcovou ornamentikou a s obrazem sv. Havla pocházejícím z počátku 20. století. Kazatelna je raně barokní. Je zdobená umělecky primitivními obrazy evangelistů. Dřevěná kruchta se zábradlím zdobeným kuželkami je přístupná z lodi.